# 吹田市立千里第二小学校
吹田市立千里第二小学校（すいたしりつ せんりだいにしょうがっこう）は、大阪府吹田市にある公立小学校。吹田市立千里第二幼稚園が敷地内に併設されている。
1929年に千里尋常小学校（現在の吹田市立千里第一小学校）から分離開校した。

## 沿革
1923年に三島郡千里村・関西大学構内に、三島郡千里尋常小学校（現在の吹田市立千里第一小学校）の分教場が開設されたことが、学校のはじまりとなっている。
分教場は1926年4月に現在地に移転し、1929年4月には三島郡千里第二尋常小学校として独立開校している。
1953年7月には三島郡新田村が豊中市と吹田市に分割編入された。これに伴い、旧新田村のうち吹田市に編入された下新田地区（現在の吹田市春日周辺）を、豊中市立新田小学校（旧新田村立小学校）の校区から編入している。
その後児童数の増加により、1968年には吹田市立千里第三小学校、1983年には吹田市立佐井寺小学校を、それぞれ分離している。

### 年表
- 1923年 - 三島郡千里村・関西大学構内に、千里尋常小学校の分教場を設置。
- 1926年4月 - 現在地に移転。
- 1929年4月1日 - 三島郡千里第二尋常小学校として独立開校。
- 1940年4月1日 - 千里村が合併で吹田市になったことに伴い、吹田市千里第二尋常小学校と改称。
- 1941年4月1日 - 国民学校令により、吹田市千里第二国民学校と改称。
- 1947年4月1日 - 学制改革により、吹田市立千里第二小学校と改称。
- 1954年4月1日 - 下新田を校区に編入。
- 1968年4月1日 - 吹田市立千里第三小学校を分離。従来の校区から、阪急千里線の線路より西側を千里第三小学校校区へ変更。
- 1979年 - 幼稚園併設。
- 1983年4月1日 - 吹田市立佐井寺小学校を分離。
- 2003年 - 校区一部変更。従来の佐井寺小学校校区の一部を編入。

## 通学区域
- 吹田市 千里山霧が丘、千里山星が丘、千里山虹が丘、千里山月が丘、千里山東1丁目-2丁目、千里山東3丁目（一部）、千里山東4丁目、千里山高塚、千里山松が丘、山手町3丁目（一部）。

吹田市立第一中学校の校区である。

## 出身者
- 堀部純男 - 1935年卒業
- 井上敬三 - 1935年卒業
- 藤田田 - 1938年卒業
- 飯島泰蔵 - 1938年卒業
- 保富庚午 - 1942年卒業
- 高橋景一 - 1944年卒業
- 美川英二 - 1946年卒業
- 筒井康隆 - 1946年6月まで在学
- 南部敦子 - 1947年卒業
- 黒川高秀 - 1950年卒業
- 大森信 - 1950年卒業
- 細見彰 - 1955年卒業
- 山本義彦 - 1957年卒業
- 田代しんたろう - 1958年まで在学
- 吉野彰 - 1960年卒業
- 阪口善雄 - 1961年卒業
- 藤村修 - 1962年卒業
- 高村薫 - 1965年卒業

## 交通
- 阪急千里線 千里山駅 東へ約300m。